# Cerghizel, Mureș
Cerghizel (în maghiară Kiscserged, în germană Klein-Schergid) este o localitate componentă a orașului Ungheni din județul Mureș, Transilvania, România.

## Istoric

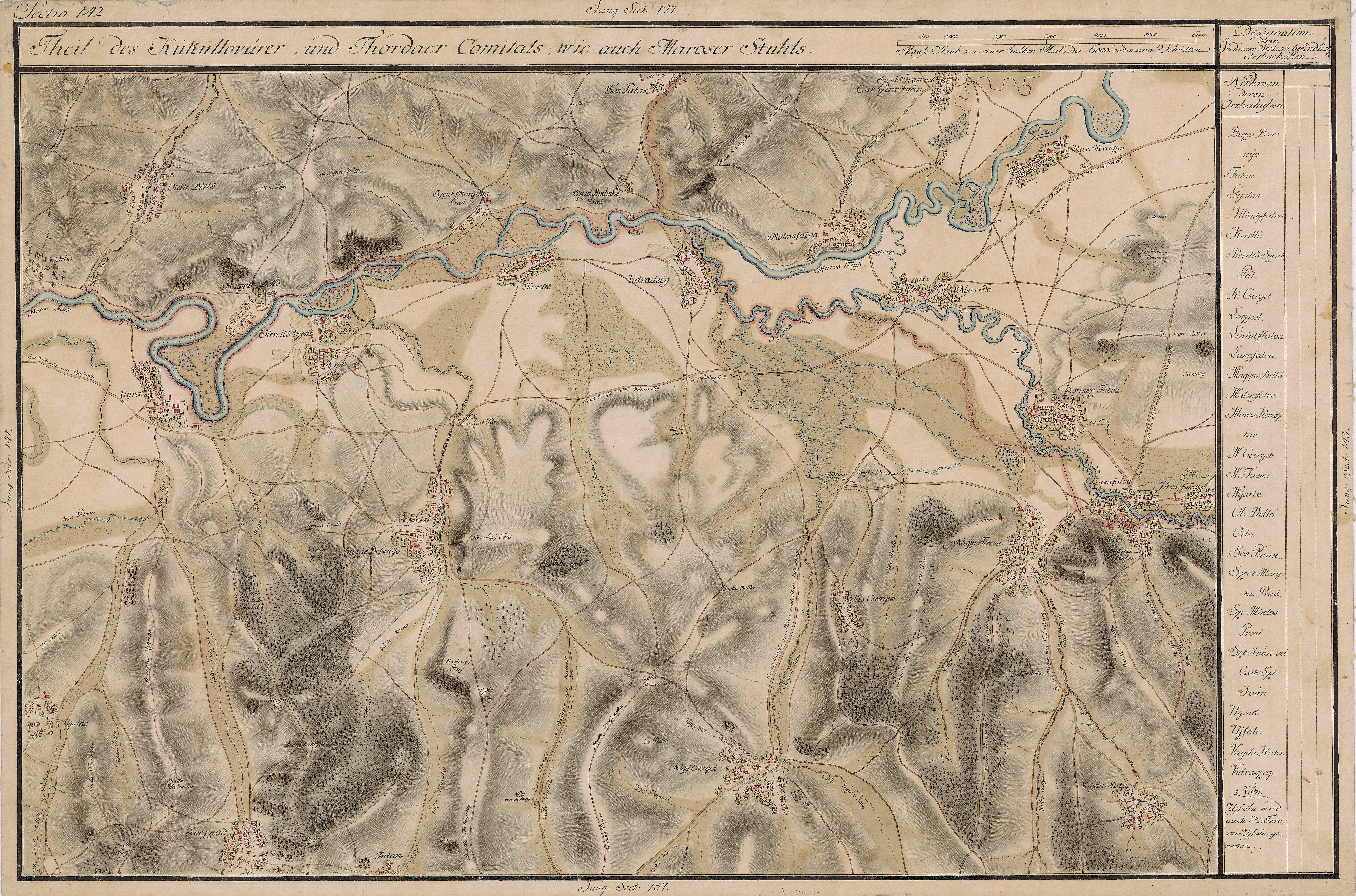
Cerghizel pe Harta Iozefină

Prima atestare documentară a satului este din 1438.
În evul mediu a fost posesiune a abației benedictine de la Cluj-Mănăștur.
Pe Harta Iosefină a Transilvaniei din 1769-1773 (Sectio 142), localitatea a apărut sub numele de „Kis Cserget”.

## Populație
La recensământul din anul 1930 au fost înregistrați 471 de locuitori, dintre care 465 români, 3 evrei, 2 țigani și 1 maghiar. Sub aspect confesional populația era alcătuită din 466 greco-catolici, 3 mozaici, 1 ortodox și 1 reformat.

## Imagini

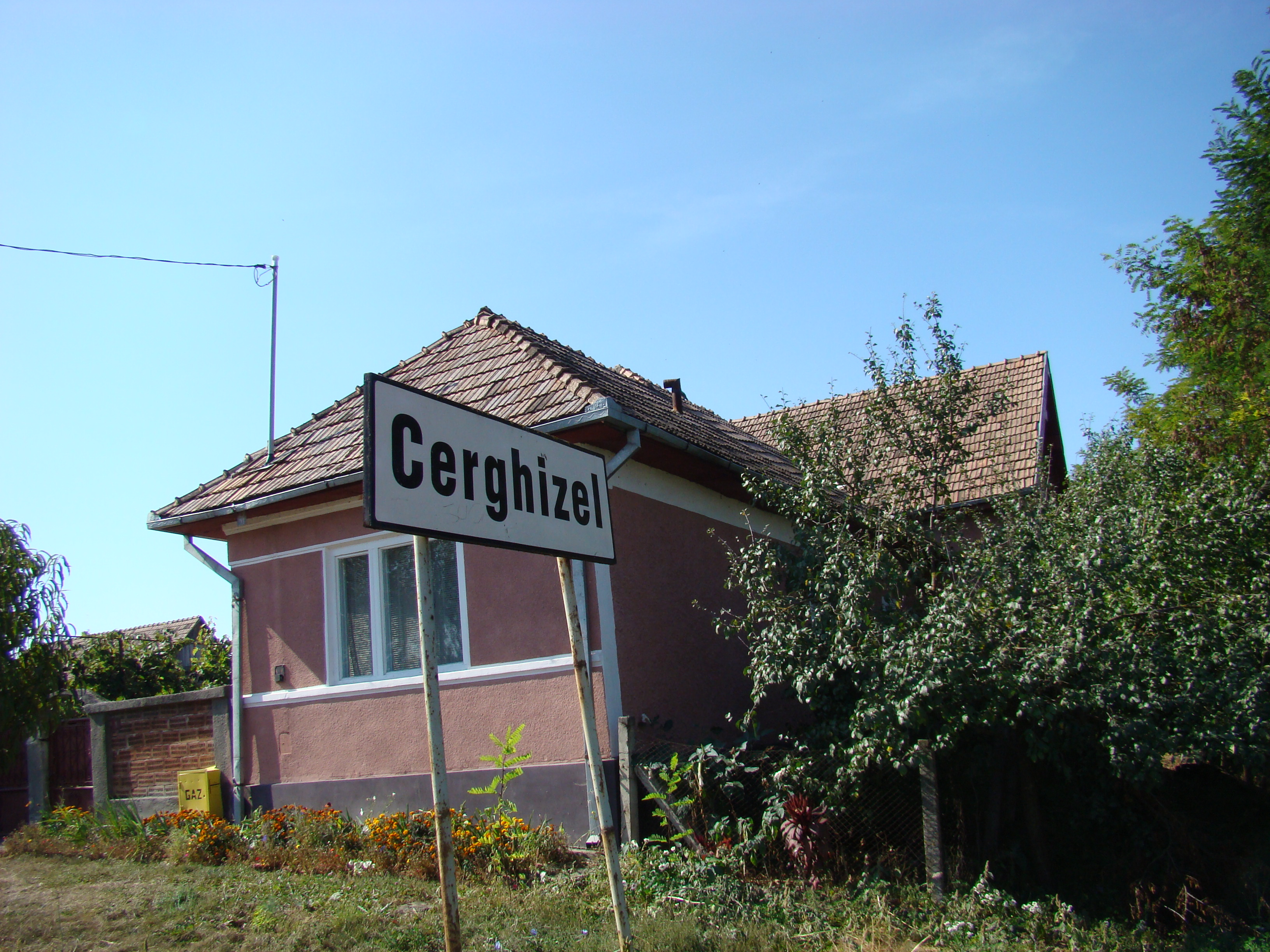
Intrarea în localitate
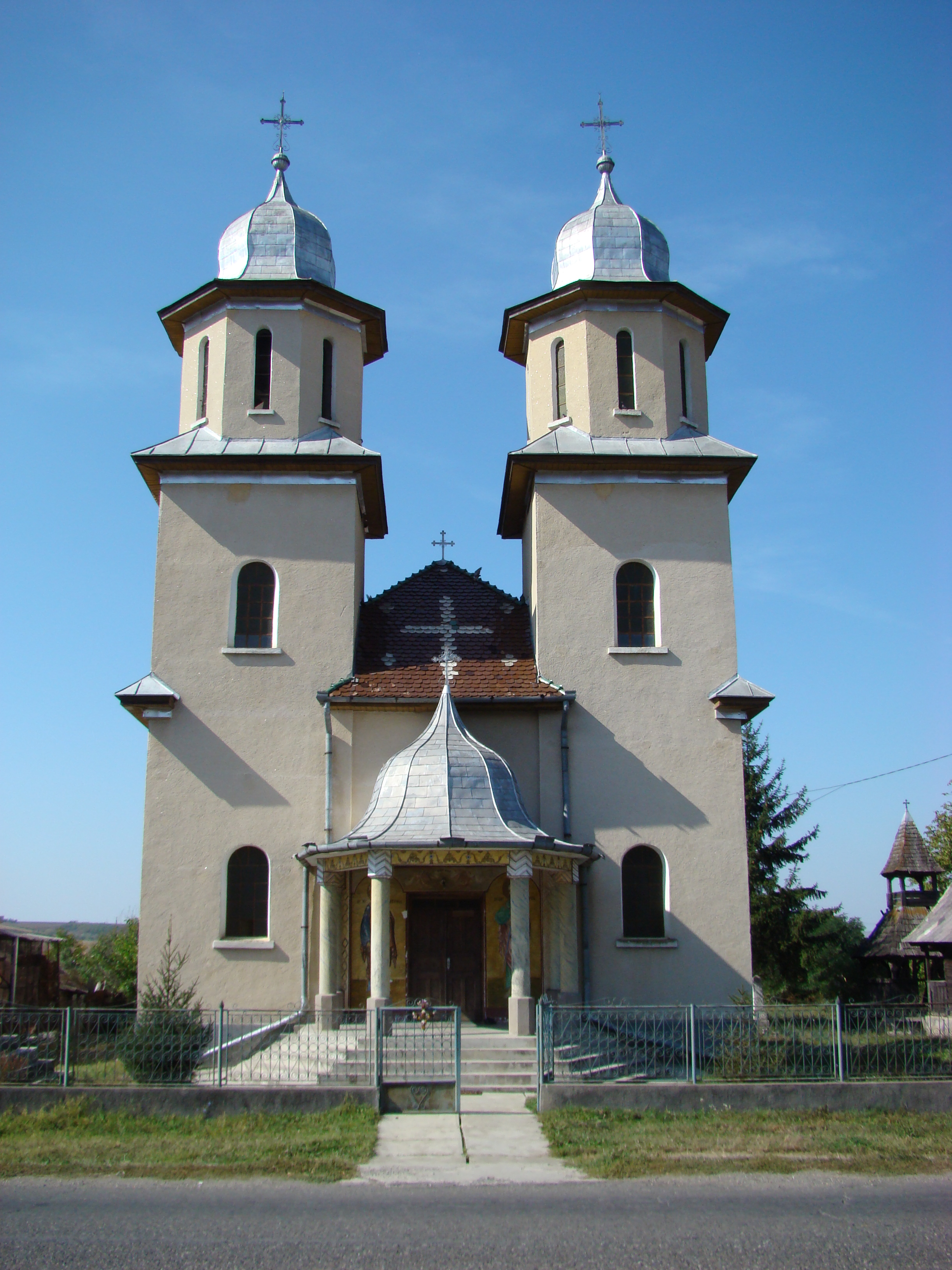
Biserica „Sfântul Mare Mucenic Gheorghe” (1977)
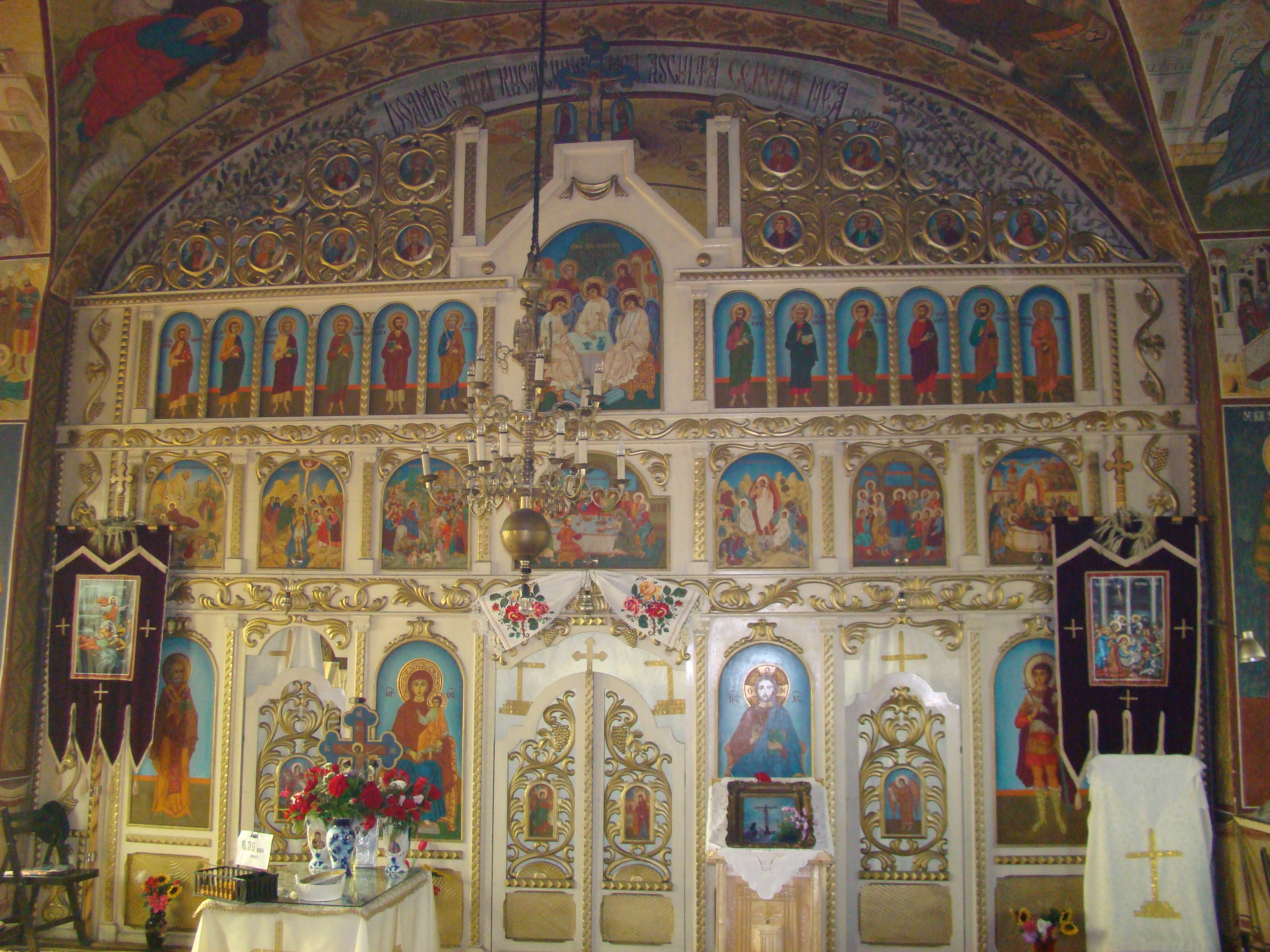
Biserica „Sfântul Mare Mucenic Gheorghe” (sfinţită în data de 13 iunie 1982 de episcopul Emilian Birdaș)
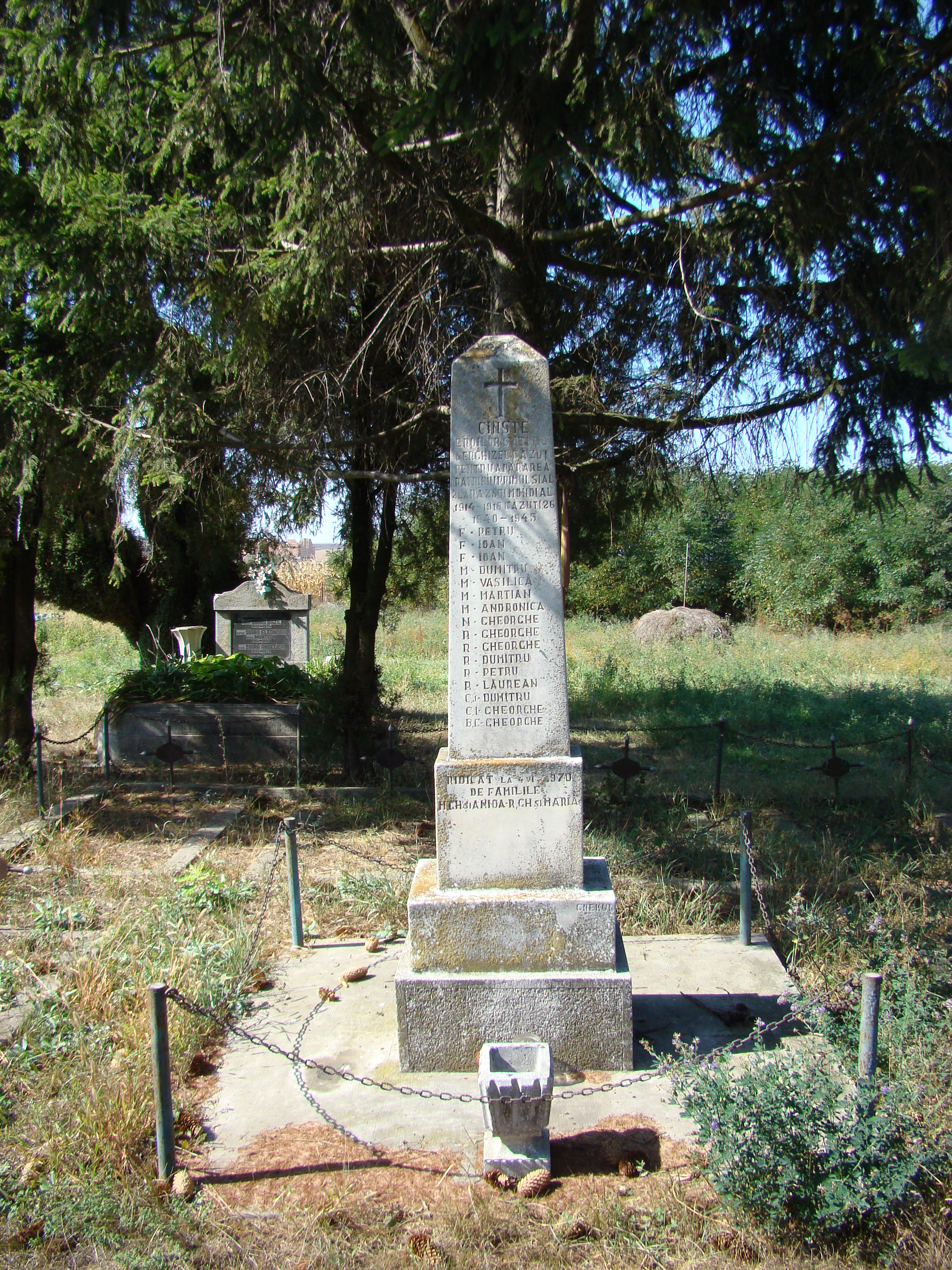
Monumentul eroilor